# Livgardens Tambourkorps
 Der er for få eller ingen kildehenvisninger i denne artikel, hvilket er et problem. Du kan hjælpe ved at angive troværdige kilder til de påstande, som fremføres i artiklen.

Livgardens Tambourkorps (officielt: Den Kongelige Livgardes Tambourkorps) kan føre sin historie helt tilbage til den 30. juni 1658, hvor Livgarden blev oprettet af kong Frederik 3. Skønt vi ikke har så meget skriftligt materiale omkring Tambourkorpsets historie på dén tid, så har der med usvigelig sikkerhed hørt tambourer (spillemænd) med til at dirigere garderne i felten. Vi ved, at de 12 tambourer (der betyder trommeslagere) og tre pibere (fløjtespillere), som fandtes ved Livgarden i 1658, anvendtes dels samlet som en del af militærmusikken, og til dels ude ved kompagnierne under march og eksercits til at angive takten og opmuntre de marcherende soldater. Der hører traditionelt én til to tambourer pr. kompagni, der skulle spille de signaler, som officererne befalede. Dermed kunne alle menige gardere høre ordren om hvad, de skulle gøre. Tambourerne har altså været med helt ude i første linje nær fjenden under kamp, og selvom der var uskrevne regler over hele Europa for, at man ikke måtte skyde på non-kombattanter, skete det dog alligevel, at fjenden til tider har bortskudt den anden sides "kommunikationslinje". Fra 1812 til 1851 blev tambourerne uddannet centralt i København, og de blev særligt kendt som "hornblæsere" i de to slesvigske krige i 1848-1850 og 1864.

## Livgardens Spillemandsskole
Fra 1851 til 1912 kunne unge drenge, som kom fra et godt hjem, var fyldt 14 år og helst var konfirmeret, blive optaget som elev på Livgardens Spillemandsskole, og efter tre måneders oplæringstid i drejlstøj (militært arbejdstøj), fik de først udleveret deres rigtige uniformer. Spillemandsskolen lå på tredje sal i Gothersgadepavillionen, hvor Tambourkorpset indtil 2013-14 holdt til. Enhver skulle efter tre måneder så fremstilles foran obersten, stabstambouren og en officer for at udvise, hvad kan kunne udøve på fløjte, horn og tromme. Disse tre instrumenter skulle tambourerne mere eller mindre kunne spille på til omkring 1970. På Spillemandsskolen blev de såkaldte spillemænd oplært i al form for militær disciplin samt naturligvis at spille musiksignaler. Den allerførste melodi som de skulle lære, var Fanemarchen, som jo mere eller mindre kan oversættes til ordet og begrebet "Danmark". Ordet "piberdreng" var nærmest et skældsord, som de 14 spillemænd på skolen ikke ville kaldes, og ej heller kaldes "drenge". Ordet "trommestikker" eller "stikker" i stedet for det rette ord "trommestokke", var også på det skrappeste et bandlyst ord. Deres rang var underkorporal hele tjenestetiden efter de tre måneders lærlingetid. En kendt spillemand herfra var den senere berømte kapelmester og violinist Teddy Petersen, som var elev fra 1907, og har været med til at fejre Livgardens 250-års-jubilæum i 1908.

## Hvad der siden skete
Senere som 17-18 årige kunne disse Livgardens uundværlige spillemænd vælge at læse vide til underofficer (befalingsmand) via Korporalskolen. I 1912 afløstes Spillemandsskolen af Hornblæserskolen, hvor de 17-årige elever væsentligst fik en musikalsk uddannelse. Hornblæserskolen nedlagdes dog i 1922, og opgaverne overgik til kun seks værnepligtige såkaldte "reservehornblæsere". Efter 1922 og til et meget udskældt forsvarsforlig i 1937, var tambourerne ikke særlig tydelige i gadebilledet længere, og fra 1937 til 1956 næsten ikke. Blot fandtes såkaldte tambourgeledder på måske bare fire mand, der afsluttede Musikkorpsets bagende under parade.
Men i 1956 kom tambourkorpset "tilbage" på foranledning af den musikalske kong Frederik den 9. Majestæten befalede den navnkundige kongelige kapelmusikus, Hans Fulling, til at genoprette Livgardens Tambourkorps, som dermed havde to år til dette forinden Livgardens 300-års-jubilæum i 1958. Kongen ville bestemt have et tambourkorps, som kunne noget. Og det fik han også. På denne baggrund hører Livgardens Tambourkorps til et af de ypperligste af slagsen i Europa, og Tambourkorpset har igennem årene rejst meget og trådt op ved tattoo, parader, fjensyn, indspilninger osv. med stor beundring fra kyndig side. Indtil 1978 var tambourerne officielt betitlet: reservehornblæsere (RH), som var en forhadt og ydmygende benævnelse for de hårdtarbejdende tambourer, da de ikke følte sig reserve for nogen som helst. Udtrykket hang alligevel ved til langt op i 1980'erne. Man kan deraf slutte, at såfremt al moderne radiokommunikationsudstyr gik ned, så havde man da altid tambourerne til at udføre, som de altid havde gjort, nemlig auditivt at styre tropperne. Dermed var ringen sluttet. Men kælenavne som "hornhylere" og "skindbankere" har tambourerne ikke taget ilde op fra gardernes side, dog var "reservehornblæser" næsten et skældsord ... set med tambour-øjne. Den Kongelige Livgardes Tambourkorps staver sig fra gammel tid på den gamle fransk-latinske måde, nemlig med bogstavet "o" i første stavelse i ordet "tambourkorps", og ikke som de fleste af nutidens bygarders og spejderkorps': "tamburkorps". Tambourkorpsets daglige leder og tambourmajor er seniorsergent Thomas Hoffmann Duvander, der overtog stillingen i 2023, efter seniorsergent Morten Stig Thurø. Morten var leder fra 1997 til 2023 efter musiker John Tjærby.

## Tambourkorpset i dag
Den Kongelige Livgarde bestod indtil forsvarsforliget i 2005, primært af værnepligtige soldater som efter endt rekruttid og rex-tur bestod en frivillig optagelsesprøve for derefter at blive en del af Tambourkorpset. Indtil år 2005, var der 16 værnepligtige tambourer for hvert hold (to hold om året). Derudover spillede konstabler også med til vigtige officielle arrangementer, såsom kongevagt til Amalienborg Slot. Tambourkorpset består ikke længere primært af værnepligtige, da tjenestetiden for Livgarden er sat ned fra 12 måneder til nu 8 måneder. Dette betyder, at der ikke længere er tid til at uddanne de værnepligtige rent musikalsk og samtidig opretholde kvaliteten, som er nødvendig. De få værnepligtige som nu kommer ind i korpset, har alle spillet på et af de benyttede instrumenter eller lignende.
I 2019 bliver der optaget 0-6 værnepligtige i tambourkorpset. Til optagelses prøver skal de bedømmes på hvad de kan i forhold til nodeteori, rytmelære, om de kan spille på instrumenterne der bliver brugt og en generel musik færdighed. Hvis det bliver bedømt at de kan nå at lære basis repertoiret på på 5 måneder, kan de blive optaget.

## 16 tambourer i paraden
Der er primært to instrumenter i Livgardens tambourkorps – marchfløjter og marchtrommer. Disse er antalsmæssigt ligeligt fordelt, og efter gammel dansk skik er der 16 tambourer i paraden (otte trommer og otte fløjter). Desuden spiller omtrent halvdelen af tambourerne på signalhorn. Signalhornet i tonearten Bb bliver tillige benyttet til officielle arrangementer, eks. tattoo, opvisninger, show, reveille og retræte.